# Bozony X i Y
Bozony X i Y – hipotetyczne cząstki elementarne, których istnienie jest postulowane przez teorię wielkiej unifikacji SU(5), ale nie zostało dotąd potwierdzone doświadczalnie.

## Własności
Byłyby to bozony cechowania o niezerowej masie spoczynkowej (tak jak W i Z) odpowiadająca za nowy typ oddziaływań. Oddziaływania te przekształcałyby kwarki w leptony i odwrotnie. Umożliwiałoby takie procesy, jak niezaobserwowany dotąd rozpad protonu oraz bariogeneza, czyli powstanie asymetrii materii i antymaterii w dawnym Wszechświecie. Ładunek elektryczny bozonu X wynosić powinien 4/3 e, a bozonu Y – 1/3 e. Bozony te powinny też posiadać, tak jak kwarki, trzy kolory.
Przykład procesu z udziałem bozonu X:
{\displaystyle u+u\to X\to e^{+}+{\overline {d}}}
W rezultacie tego procesu dwa kwarki u przekształcałyby się w antykwark d i pozyton.
Przykład procesu z udziałem bozonu Y:
{\displaystyle u+d\to Y\to {\overline {\nu }}_{e}+{\overline {d}}}
W rezultacie tego procesu kwark u i kwark d przekształcają się w antykwark d i antyneutrino elektronowe.
W sumie istnieć powinno 12 cząstek pośredniczących w przemianie kwarków w leptony: bozony X i Y wraz z antycząstkami (ładunki 4/3 e, 1/3 e, −1/3 e, −4/3 e), każda w trzech kolorach. Mówi się też czasem, że istnieje 12 hipotetycznych rodzajów bozonów X.
Wraz z bozonami X i Y o spinie 1 teorie wielkiej unifikacji przewidują pojawienie się dodatkowych bozonów Higgsa o spinie 0.

## Brak potwierdzenia doświadczalnego
Jak dotąd w żadnym doświadczeniu nie potwierdzono istnienia bozonów X ani Y. Nie zaobserwowano też dotąd samorzutnego rozpadu protonu, mimo trwających od wielu lat wysiłków fizyków eksperymentalnych. Ostatnie eksperymenty przeprowadzone w wielkim akceleratorze cząstek w CERNie tuż przed rozpoczęciem jego przebudowy na LHC wykazały, że „istniejące struktury są gładkie” i nie zaobserwowano śladów żadnych nowych oddziaływań. Istnienie bozonów X i Y jest więc hipotetyczne i wynika jedynie z istniejących na jego temat czysto teoretycznych hipotez (teoria wielkiej unifikacji).